# Lotnisko Helgoland-Düne
Port lotniczy Helgoland (IATA: HGL, ICAO: EDXH) – port lotniczy położony na wyspie Helgoland, w kraju związkowym Szlezwik-Holsztyn, w Niemczech.

## Linie lotnicze i połączenia
| Linia Lotnicza                 | Kierunek                         |
| ------------------------------ | -------------------------------- |
| OFD Ostfriesischer-Flug-Dienst | 1. Heide 2. Nordholz 3. Uetersen |